# How Could It Be
How Could It Be (с англ. — «Как такое возможно») — дебютный студийный альбом американского комедийного актёра Эдди Мерфи, выпущенный в 1985 году на лейбле Columbia Records.

## Об альбоме
Этот музыкальный студийный альбом был записан Мерфи как ответ Ричарду Прайору, с которым они заключили пари на один миллион долларов, Прайор считал, что Мерфи петь не умеет. На задней обложке альбома Эдди Мерфи написал следующее: «Ричарду Прайору, моему кумиру, с которым я заключил пари на миллион долларов. Нет, мать твою, я не забыл».
Для этого альбома Мерфи привлек других известных музыкантов, чтобы помочь ему создать свой первый музыкальный студийный альбом. На пластинке есть два спродюсированных и написанных Стиви Уандером трека: «Do I» и «Everything’s Coming Up Roses». Есть также две песни, которые Рик Джеймс спродюсировал и написал: заглавный трек «How Could It Be» и успешный хит «Party All The Time».
Мерфи написал три трека на альбоме. На этих треках он становится пытается экспериментировать, проверяя, что он может сделать в музыке. Эти три трека — «Con Confused», диско-трек, «I, Me, Us, We», обращение к парламенту и «My God Is Color Blind», антирасистская песня.
Альбом имел коммерческий успех, заняв 26 в чарте Billboard 200 и 17 в чарте Top R&B/Hip-Hop Albums. Были выпущены два сингла: «Party All The Time», который занял 2-е место в Billboard Hot 100, и «How Could It Be», который столь успешным в чартах не стал.

## Список композиций
| №  | Название                                    | Автор(ы)                                | Длительность |
| -- | ------------------------------------------- | --------------------------------------- | ------------ |
| 1. | «Do I»                                      | Стиви Уандер                            | 3:56         |
| 2. | «C-O-N Confused»                            | Эдди Мерфи                              | 3:41         |
| 3. | «How Could It Be» (featuring Crystal Blake) | Фрэнк Гамильтон, Рик Джеймс, Эдди Мерфи | 4:39         |
| 4. | «I Wish (I Could Tell You When)»            | Дэвид Аллен Джонс, Эдди Мерфи           | 4:28         |
| 5. | «Party All the Time» (featuring Rick James) | Рик Джеймс, Кевин Джонтстон             | 4:12         |
| 6. | «I, Me, Us, We»                             | Эдди Мерфи                              | 4:41         |
| 7. | «My God Is Color Blind»                     | Эдди Мерфи                              | 4:42         |
| 8. | «Everything’s Coming Up Roses»              | Стиви Уандер                            | 4:34         |

## Чарты
| Чарт (1985–86)                         | Пиковая позиция |
| -------------------------------------- | --------------- |
| США (Billboard 200)                    | 26              |
| США (Billboard Top R&B/Hip-Hop Albums) | 17              |

## Сертификации и продажи
| Регион | Сертификация | Продажи  |
| --- | ------------ | -------- |
| США (RIAA) | Золотой      | 500 000^ |
| * Данные о продажах приведены только на основе сертификации. ^ Данные о тиражах приведены только на основе сертификации. |              |          |